# 14e étape du Tour d'Italie 2006
La 14e étape du Tour d'Italie 2006 a lieu le 21 mai entre Aoste et Domodossola en passant par le Valais en Suisse. Elle est remportée par Luis Felipe Laverde.

## Récit
Cette étape remportée par le Colombien Luis Felipe Laverde, a été marquée par une échappée de onze coureurs. On notera le rapproché au classement général du Français Sandy Casar, qui figurait dans ce groupe, et qui remonte de la 21e à la 6e place du classement général.

## Résultats

### Classement de l'étape
|    | Coureur                 | Pays      | Équipe                         |    | Temps           |
| -- | ----------------------- | --------- | ------------------------------ | -- | --------------- |
| 1  | Luis Felipe Laverde     | Colombie  | Panaria                        | en | 5 h 27 min 05 s |
| 2  | Francisco Pérez Sánchez | Espagne   | Caisse d'Épargne-Illes Balears | +  | m.t.            |
| 3  | Paolo Tiralongo         | Italie    | Lampre-Fondital                |    | 7 s             |
| 4  | Stefan Schumacher       | Allemagne | Gerolsteiner                   |    | m.t.            |
| 5  | Raffaele Illiano        | Italie    | Colombia Selle-Italia          |    | m.t.            |
| 6  | Fortunato Baliani       | Italie    | Panaria                        |    | m.t.            |
| 7  | Sandy Casar             | France    | Française des jeux             |    | m.t.            |
| 8  | Iker Flores             | Espagne   | Euskaltel-Euskadi              |    | m.t.            |
| 9  | Steve Zampieri          | Suisse    | Phonak                         |    | m.t.            |
| 10 | Johann Tschopp          | Suisse    | Phonak                         |    | m.t.            |

### Points attribués
|   | Cycliste                | Pays      | Équipe                         | Points |
| - | ----------------------- | --------- | ------------------------------ | ------ |
| 1 | Sandy Casar             | France    | Française des jeux             | 8      |
| 2 | Raffaele Illiano        | Italie    | Colombia Selle-Italia          | 6      |
| 3 | Francisco Pérez Sánchez | Espagne   | Caisse d'Épargne-Illes Balears | 4      |
| 4 | Iker Flores             | Espagne   | Euskaltel-Euskadi              | 3      |
| 5 | Steve Zampieri          | Suisse    | Phonak                         | 2      |
| 6 | Stefan Schumacher       | Allemagne | Gerolsteiner                   | 1      |

|    | Cycliste                | Pays      | Équipe                         | Points |
| -- | ----------------------- | --------- | ------------------------------ | ------ |
| 1  | Luis Felipe Laverde     | Colombie  | Panaria                        | 25     |
| 2  | Francisco Pérez Sánchez | Espagne   | Caisse d'Épargne-Illes Balears | 20     |
| 3  | Paolo Tiralongo         | Italie    | Lampre-Fondital                | 16     |
| 4  | Stefan Schumacher       | Allemagne | Gerolsteiner                   | 14     |
| 5  | Raffaele Illiano        | Italie    | Colombia Selle-Italia          | 12     |
| 6  | Fortunato Baliani       | Italie    | Panaria                        | 10     |
| 7  | Sandy Casar             | France    | Française des jeux             | 9      |
| 8  | Iker Flores             | Espagne   | Euskaltel-Euskadi              | 8      |
| 9  | Steve Zampieri          | Suisse    | Phonak                         | 7      |
| 10 | Johann Tschopp          | Suisse    | Phonak                         | 6      |
| 11 | Iván Parra              | Colombie  | Cofidis                        | 5      |
| 12 | Paolo Bettini           | Italie    | Quick Step-Innergetic          | 4      |
| 13 | Mirco Lorenzetto        | Italie    | Team Milram                    | 3      |
| 14 | Sven Krauss             | Allemagne | Gerolsteiner                   | 2      |
| 15 | Renaud Dion             | France    | AG2R Prévoyance                | 1      |

### Cols et côtes
|   | Cycliste            | Pays     | Équipe                | Points |
| - | ------------------- | -------- | --------------------- | ------ |
| 1 | Sandy Casar         | France   | Française des jeux    | 10     |
| 2 | Fortunato Baliani   | Italie   | Panaria               | 6      |
| 3 | Luis Felipe Laverde | Colombie | Panaria               | 4      |
| 4 | Iker Flores         | Espagne  | Euskaltel-Euskadi     | 2      |
| 5 | Raffaele Illiano    | Italie   | Colombia Selle-Italia | 1      |

|   | Cycliste          | Pays      | Équipe             | Points |
| - | ----------------- | --------- | ------------------ | ------ |
| 1 | Fortunato Baliani | Italie    | Panaria            | 10     |
| 2 | Sandy Casar       | France    | Française des jeux | 6      |
| 3 | Paolo Tiralongo   | Italie    | Lampre-Fondital    | 4      |
| 4 | Steve Zampieri    | Suisse    | Phonak             | 2      |
| 5 | Stefan Schumacher | Allemagne | Gerolsteiner       | 1      |

### Points attribués pour le classement combiné
|    | Cycliste               | Pays    | Équipe                         | Points |
| -- | ---------------------- | ------- | ------------------------------ | ------ |
| 1  | Sandy Casar            | France  | Française des jeux             | 28     |
| 2  | Ivan Basso             | Italie  | Team CSC                       | 26     |
| 3  | José Enrique Gutiérrez | Espagne | Phonak                         | 24     |
| 4  | Paolo Savoldelli       | Italie  | Discovery Channel              | 22     |
| 5  | Joan Horrach           | Espagne | Caisse d'Épargne-Illes Balears | 18     |
| 6  | Fortunato Baliani      | Italie  | Panaria                        | 15     |
| 7  | Patrick Calcagni       | Suisse  | Liquigas                       | 15     |
| 8  | Paolo Bettini          | Italie  | Quick Step-Innergetic          | 15     |
| 9  | Leonardo Piepoli       | Italie  | Saunier Duval                  | 14     |
| 10 | Sylvain Calzati        | France  | AG2R Prévoyance                | 13     |

## Classements à l'issue de l'étape

### Classement général
|     | Cycliste               | Pays       | Équipe                |    | Temps            |
| --- | ---------------------- | ---------- | --------------------- | -- | ---------------- |
| 1   | Ivan Basso             | Italie     | Team CSC              | en | 55 h 28 min 25 s |
| 2   | José Enrique Gutiérrez | Espagne    | Phonak                |    | 3 min 27 s       |
| 3   | Paolo Savoldelli       | Italie     | Discovery Channel     |    | 5 min 30 s       |
| 4   | Wladimir Belli         | Italie     | Colombia Selle-Italia |    | 7 min 35 s       |
| 5   | Gilberto Simoni        | Italie     | Saunier Duval         |    | 8 min 00 s       |
| 6   | Sandy Casar            | France     | Française des jeux    |    | 8 min 01 s       |
| 7   | Franco Pellizotti      | Italie     | Liquigas              |    | 8 min 14 s       |
| DSQ | Thomas Danielson       | États-Unis | Discovery Channel     |    | 8 min 35 s       |
| 9   | Damiano Cunego         | Italie     | Lampre-Fondital       |    | 8 min 58 s       |
| 10  | Danilo Di Luca         | Italie     | Liquigas              |    | 10 min 36 s      |

### Classement par points
|   | Cycliste         | Pays   | Équipe                | Points |
| - | ---------------- | ------ | --------------------- | ------ |
| 1 | Paolo Bettini    | Italie | Quick Step-Innergetic | 90     |
| 2 | Paolo Savoldelli | Italie | Discovery Channel     | 79     |
| 3 | Ivan Basso       | Italie | Team CSC              | 78     |

### Classement du meilleur grimpeur
|   | Cycliste          | Pays   | Équipe             | Points |
| - | ----------------- | ------ | ------------------ | ------ |
| 1 | Fortunato Baliani | Italie | Panaria            | 24     |
| 2 | Sandy Casar       | France | Française des jeux | 23     |
| 3 | Ivan Basso        | Italie | Team CSC           | 21     |

### Classement du combiné
|   | Cycliste               | Pays    | Équipe            | Points |
| - | ---------------------- | ------- | ----------------- | ------ |
| 1 | Paolo Savoldelli       | Italie  | Discovery Channel | 577    |
| 2 | José Enrique Gutiérrez | Espagne | Phonak            | 386    |
| 3 | Ivan Basso             | Italie  | Team CSC          | 292    |

### Classements par équipes

#### Classement aux temps
|   | Équipe            | Pays       |    | Temps             |
| - | ----------------- | ---------- | -- | ----------------- |
| 1 | Phonak            | Suisse     | en | 165 h 21 min 09 s |
| 2 | Liquigas          | Italie     | +  | 3 min 15 s        |
| 3 | Discovery Channel | États-Unis |    | 10 min 04 s       |

#### Classement aux points
|   | Équipe       | Pays      | Points |
| - | ------------ | --------- | ------ |
| 1 | Panaria      | Italie    | 187    |
| 2 | Gerolsteiner | Allemagne | 183    |
| 3 | Phonak       | Suisse    | 179    |

### Classements annexes

#### Classement Azzurri d'Italia
|   | Cycliste         | Pays   | Équipe                | Points |
| - | ---------------- | ------ | --------------------- | ------ |
| 1 | Ivan Basso       | Italie | Team CSC              | 8      |
| 2 | Paolo Savoldelli | Italie | Discovery Channel     | 6      |
| 3 | Paolo Bettini    | Italie | Quick Step-Innergetic | 5      |

#### Classement de la combativité
|   | Cycliste               | Pays    | Équipe             | Points |
| - | ---------------------- | ------- | ------------------ | ------ |
| 1 | José Enrique Gutiérrez | Espagne | Phonak             | 23     |
| 3 | Sandy Casar            | France  | Française des jeux | 21     |
| 2 | Ivan Basso             | Italie  | Team CSC           | 20     |

#### Classement 110 Gazzetta
|   | Cycliste         | Pays   | Équipe             | Points |
| - | ---------------- | ------ | ------------------ | ------ |
| 1 | Patrick Calcagni | Suisse | Liquigas           | 11     |
| 2 | Sandy Casar      | France | Française des jeux | 10     |
| 2 | Mickaël Delage   | France | Française des jeux | 10     |

#### Classement de l'échappée (Fuga)
|   | Cycliste            | Pays    | Équipe            | Points |
| - | ------------------- | ------- | ----------------- | ------ |
| 1 | Christophe Edaleine | France  | Crédit agricole   | 207    |
| 2 | Sergiy Matveyev     | Ukraine | Panaria           | 207    |
| 3 | Markel Irizar       | Espagne | Euskaltel-Euskadi | 165    |